# Dactylochelifer dolichodactylus
Dactylochelifer dolichodactylus är en spindeldjursart som beskrevs av Lodovico di Caporiacco 1939. Dactylochelifer dolichodactylus ingår i släktet Dactylochelifer och familjen tvåögonklokrypare. Inga underarter finns listade i Catalogue of Life.